# Рижиков Михайло Борисович
Михайло Борисович Рижиков (3 жовтня 1930, тепер Російська Федерація) — радянський профспілковий діяч, голова ЦК профспілки працівників агропромислового комплексу СРСР, секретар ВЦРПС. Кандидат у члени ЦК КПРС у 1986—1990 роках. Депутат та член Президії Верховної ради Російської РФСР 11-го скликання. Народний депутат СРСР (1989—1991). Кандидат економічних наук (1972).

## Життєпис
У 1946—1950 роках — тракторист-комбайнер машинно-тракторної станції (МТС) в Новосибірській області.
З 1950 року служив у Радянській армії.
Член КПРС з 1953 року.
У 1957 році закінчив сільськогосподарський технікум.
У 1957—1964 роках — агроном, заступник голови колгоспу, голова колгоспу в Новосибірській області.
У 1964 році закінчив Новосибірську Вищу партійну школу.
У 1964—1970 роках — інструктор, заступник завідувача, завідувач сільськогосподарського відділу Новосибірського обласного комітету КПРС.
У 1967 році закінчив Всесоюзний заочний фінансово-економічний інститут.
У 1970—1977 роках — інструктор сільськогосподарського відділу ЦК КПРС.
У 1977—1982 роках — заступник голови ЦК профспілки працівників сільського господарства СРСР.
У 1982—1983 роках — голова ЦК профспілки працівників плодоовочевого господарства і заготівель СРСР.
У 1983—1986 роках — голова ЦК профспілки працівників сільського господарства СРСР.
У лютому 1986 — 1991 року — голова ЦК профспілки працівників агропромислового комплексу СРСР, голова правління Федерації профспілок агропромислового комплексу СРСР.
Одночасно 4 квітня 1986 — листопад 1990 року — секретар Всесоюзної центральної ради професійних спілок (ВЦРПС), у 1990—1991 роках — секретар Загальної конфедерації профспілок СРСР.
Потім — на пенсії в місті Москві.

## Нагороди і звання
- ордени
- медалі